# Божево-Нове
Божево-Нове (пол. Bożewo Nowe) — село в Польщі, у гміні Мохово Серпецького повіту Мазовецького воєводства.
Населення — 335 осіб (2011).
У 1975-1998 роках село належало до Плоцького воєводства.

## Демографія
Демографічна структура станом на 31 березня 2011 року:
|          | Загалом | Допрацездатний вік | Працездатний вік | Постпрацездатний вік |
| -------- | ------- | ------------------ | ---------------- | -------------------- |
| Чоловіки | 170     | 40                 | 115              | 15                   |
| Жінки    | 165     | 29                 | 103              | 33                   |
| Разом    | 335     | 69                 | 218              | 48                   |